# Graham Shiel
Andrew Graham Shiel (Galashiels, 13 de agosto de 1970) es un ex–jugador británico de rugby que se desempeñaba como centro.

## Selección nacional
Fue convocado al XV del Cardo por primera vez en octubre de 1991 para enfrentar al XV del Trébol, no fue un jugador titular de su seleccionado; estuvo ausente cinco años y disputó su último partido en julio de 2000 ante los All Blacks. En total jugó 18 partidos y marcó 20 puntos (tres tries).

### Participaciones en Copas del Mundo
Disputó las Copas del Mundo de Inglaterra 1991 donde sería la mejor participación histórica de Escocia en el torneo, al acabar en la cuarta posición y Sudáfrica 1995. En ambos torneos Shiel fue suplente y marcó un try.
| Mundial                       | Sede       | Resultado        | PJ | Tries |
| ----------------------------- | ---------- | ---------------- | -- | ----- |
| Copa Mundial de Rugby de 1991 | Inglaterra | Cuarto puesto    | 2  | 1     |
| Copa Mundial de Rugby de 1995 | Sudáfrica  | Cuartos de final | 3  | 1     |

## Palmarés
- Campeón de la Scottish Premiership de 1990, 1992, 1993, 1994 y 1996.